# Axel Meise
Axel Meise (* 1962 in Düsseldorf) ist ein deutscher Unternehmer und Designer. Meise ist Gründer und Chefdesigner der Firma Occhio GmbH, die in Deutschland, Österreich und der Schweiz Marktführer im Bereich Designleuchten ist.

## Leben
Während seines im Jahr 1982 aufgenommenen Maschinenbau-Studiums an der Technischen Universität in München verkaufte Meise Leuchten, die er selbst entwarf. Im Jahr 1987 stellte Axel Meise ein selbst konzipiertes Niedervoltsystem auf einer Messe vor.
Meise ist Vater von zwei Söhnen und wohnt mit seiner Frau Susann Meise (* 1964), die zur Geschäftsführung von Occhio gehört, in Starnberg.

## Laufbahn
Im Jahr 1990 gründete Meise, bedingt durch die Entwicklung der Halogenlampe, die Axel Meise Licht GmbH, die von ihm entworfene Designerleuchten produzierte. Ein Jahr später verkaufte Meise die Firma wieder. Anfang der 1990er Jahre erwarb Meise eine Lichtgalerie im Münchener Stadtteil Haidhausen. Die modulare Produktfamilie Occhio (ital. für "Auge") entwickelte er mit seinem Kollegen, dem Physiker Christoph Kügler, im Jahr 1998. Ein Jahr später gründete Meise in München die Occhio GmbH. Im selben Jahr brachte Meise mit Occhio Puro die erste Produktlinie der Firma Occhio auf den Markt. Die Firma Axelmeiselicht wurde im Jahr 2000 von Axel Meise gegründet; mit dieser vertreibt Meise seitdem die Produkte der Firma Occhio.
Im Jahr 2004 eröffnete Meise gemeinsam mit dem Leuchtenfachgeschäft Rausch Lichtstudio das Occhio-Studio in Aachen. Im gleichen Jahr präsentierte Occhio die von Meise konzipierte Leuchtenserie Occhio Sento, die das Flaggschiff des Unternehmens darstellt. Im Zuge des Verbots von Glühbirnen und Halogenlampen im Jahr 2009 und der darauf folgenden Umstellung der Firma Occhio auf LED-Technologie, baute Meise eine eigene Elektronikabteilung auf. Das auf der Sento-Serie basierende Ein- und Aufbaustrahlersystem Più präsentierte Meise im Jahr 2010. Zwei Jahre später, im Jahr 2012, stellte Meise die dreidimensional bewegliche Leuchtenserie Io 3D - Joy of Le Occhio vor. Im Jahr 2014 wurde die Sento-Serie mit LED-Version von Meise gemeinsam mit einer Technologie präsentiert, mittels der die Lichtsteuerung der Leuchten stufenlos erfolgt. 2017 beteiligte Meise das Finanzunternehmen EMH Partners mit 44 Prozent an der Firma Occhio.
Ebenfalls 2017 führte Meise die Leuchtenserie Mito als Decken- und Pendelversion ein, die sich berührungslos per Gestensteuerung bedienen lässt. Im Jahr 2020 stellte Meise Benno Zerlin als neuen Co-CEO von Occhio ein, der seitdem zunehmend operative Aufgaben in der Firma übernimmt, während sich Meise vermehrt auf die Geschäftsfelder Design und Strategie konzentriert. Zwei Jahre später entwarf Meise mit Mito goia eine Serie von Schreibtischleuchten, bei der das Licht auf einen bestimmten Bereich fokussiert werden kann.

## Auszeichnungen
- 2000: Design Plus Award durch den Rat für Formgebung[1][25]
- 2001: Red Dot Design Award durch eine Jury aus Designern, Professoren und Fachjournalisten[1][26]
- 2006: iF Award für Occhio Sento durch die iF International Forum Design GmbH[1][27]
- 2010: Red Dot Design Award durch eine Jury aus Designern, Professoren und Fachjournalisten und Design Plus Award durch den Rat für Formgebung für die Strahlerserie Occhio Più[1][25][26]
- 2017: IF Award für die Leuchtenserien „lui Spotlights“, „io giro“ und „Mito“ durch die iF International Forum Design GmbH[28]
- 2017: German Design Award „Gold“ für die Leuchtensysteme „Mito“ und „Più Plus“ durch den Rat für Formgebung[29][30][31]
- 2019: German Design Award für die Leuchten „Sito“, „Mito Largo“ und das Produktbuch von Occhio durch den Rat für Formgebung[32][33]
- 2019: IF Award „Gold“ in der Kategorie „Product/Lighting“ für die Bogenleuchte „Mito largo“ durch die iF International Forum Design GmbH[34][35]
- 2020: IF Award „Gold“ für die Leuchtenserie „Mito linear“ durch die iF International Forum Design GmbH[34][36]
- 2020: German Design Award für die Leuchtenserie „Mito Linear“ in der Kategorie „Excellent Product Design/Lighting“ durch den Rat für Formgebung[37]